# Olesya Rulin
Olesya Rulin (ur. 17 marca 1986 w Moskwie) – amerykańska aktorka pochodzenia rosyjskiego, najbardziej znana z ról w filmach High School Musical, High School Musical 2 i High School Musical 3: Ostatnia klasa.

## Życiorys
Urodziła się w Moskwie. Jej ojciec wyemigrował do USA na początku lat dziewięćdziesiątych. Po dwóch latach dołączyła do niego Olesya Rulin i reszta rodziny. Osiedlili się w Teksasie, a po sześciu miesiącach przenieśli się do Salt Lake City. Obecnie Rulin mieszka w Los Angeles. Znana z roli kompozytorki Kelsi Nielsen w disneyowskim trzyczęściowym musicalu: High School Musical, High School Musical 2 i High School Musical 3: Senior Year.

## Filmografia
- Mroczny sekret niani (2018) jako Amber; film TV
- Family Weekend (2013) jako Emily Smith-Dungy
- Apart (2011) jako Emily Gates
- Expecting Mary (2010) jako Mary
- Mentalista (2010, gościnnie – odcinek 5, sezon 3) jako Sam Starks
- Flying By (2009) jako Ellie
- High School Musical 3: Ostatnia Klasa (2008) jako Kelsi Nielsen
- Blondynka w koszarach (2008) jako szeregowa Petrovich
- Camp Rock (2008)
- High School Musical 2 (2007) Kelsi Nielsen
- Forever Strong (2007)
- The Dance (2007) jako Britney
- Vampire Chicks With Chainsaws (2006) jako Sariah
- High School Musical (2006) jako Kelsi Nielsen
- Mobsters and Mormons (2005) jako Julie Jaymes
- Ulice strachu: Krwawa Mary (2005) jako Mindy
- Halloweentown High (2004) jako Natalie the Pink Troll
- Everwood (2004) jako pijana dziewczyna (gościnnie)
- Dotyk anioła (2002) 1 odcinek
- Hounded (2001)
- The Poof Point (2001) jako Annie